# 水まま
水まま（みずまま）は、冷えたごはんに水をかけて食べる山形県の食文化。水まんま、水かけごはん、洗い飯、冷やし茶漬けなどとも呼ばれる。

## 概要
水飯（すいはん・みずめし）は平安時代の文献にも登場する料理であるが、現在は東北地方の一部にのみに見られる郷土食となっている。
残り飯と保存食を用いた簡易な家庭料理として最上地方を中心に古くから伝わっており、食欲の低下する夏場の季節食として素麺や冷麦などと同様に用いられる。また単に涼味を求めるのみならず、暑さにより腐敗の兆しが見えたご飯であっても、表層を洗い流すことで臭みを取り除き、安全に食べることができる経済的かつ合理的な料理である。

## 作り方
- 冷やご飯を水で洗ってぬめりを取り、ざるに空ける。
- 茶碗によそって冷たい水をかけ、少量の箸休めと共にいただく。
- 箸休めのおかずには漬物、佃煮、塩鮭、梅干し、味噌など、東北特有の塩分の多い保存食が用いられる。
- 薄切りのきゅうりや大葉などを飾ったり、氷を用いてさらに冷やせば涼味が増す。